# 王德棻

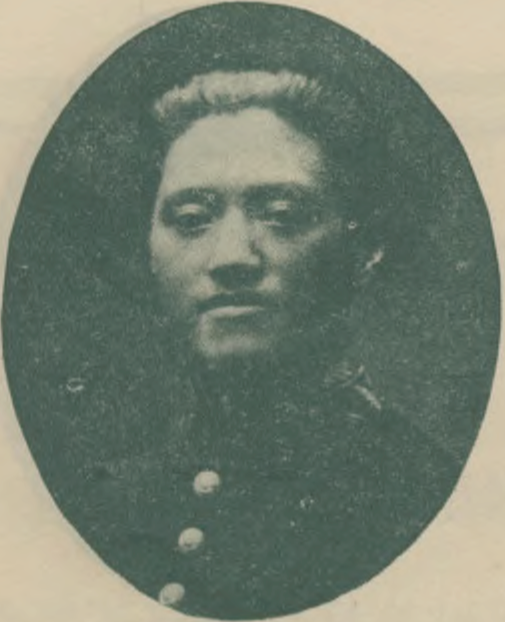
王德棻

王德棻（？—？），字頌椒，浙江吳興（今浙江省湖州市）人，中華民國外交官，曾任中華民國駐望加錫領事等職。

## 經歷
曾任駐把東領事館主事，駐祕魯國公使館隨員三等祕書，代理駐利馬總領事事務，兼管加利約領事事務，代理駐祕魯國公使館館務。
民國19年（1930年）調任駐望加錫領事。於當年三月二十七日派署，七月一日到任。
1. 1 2  . 外交月報 (北平: 外交月報社). 1936-11-01, 9 (5).
2. ↑  . 臺北縣: 文海出版社. 1971: 53 （中文（臺灣））.